# Wexford
Wexford (en irlandés: Loch Garman, en nórdico antiguo: Veisafjǫrðr) es una localidad de Irlanda, capital del condado de Wexford. Se encuentra en el extremo suroriental de la isla, cerca del Europuerto de Rosslare. La ciudad está conectada con la capital del país, Dublín, por carretera y ferrocarril. 
Los escritores John Banville y Josephine Aimee Campbell Leslie, que usaba el pseudónimo R.A. Dick, nacieron en Wexford.
El aventurero, casi convertido en Libertador de México, Guillén de Lampart "El Zorro", también nació en Wexford.

## Historia
La ciudad fue fundada por los vikingos en el siglo IX. Desde entonces hasta el siglo XII, Wexford funcionó como una ciudad-estado vikinga más o menos independiente hasta ser conquistada en 1169 por Dermot MacMurrough, rey de Leinster.
Wexford se convirtió en un asentamiento hiberno-normando durante el periodo medieval, recibiendo su primera carta puebla en 1318. La ciudad brindó considerable apoyo a la Irlanda confederada en la década de 1640, albergando a un contingente de corsarios confederados que se dedicó a saquear la flota parlamentarista durante la guerra civil inglesa. Una vez terminada la guerra civil, la ciudad fue saqueada y quemada en la reconquista inglesa.
Wexford se convirtió en epicentro de la Rebelión irlandesa de 1798.